# Claudio Canti
Claudio Canti, född 15 juni 1965, är en sanmarinsk före detta fotbollsspelare.
Canti spelade 22 matcher för det sanmarinska landslaget. Han spelade sin första landskamp mot Rumänien i kvalet till EM 1992 och sin sista 1995 mot Skottland i kvalet till EM 1996.